# Valle de Acatlán

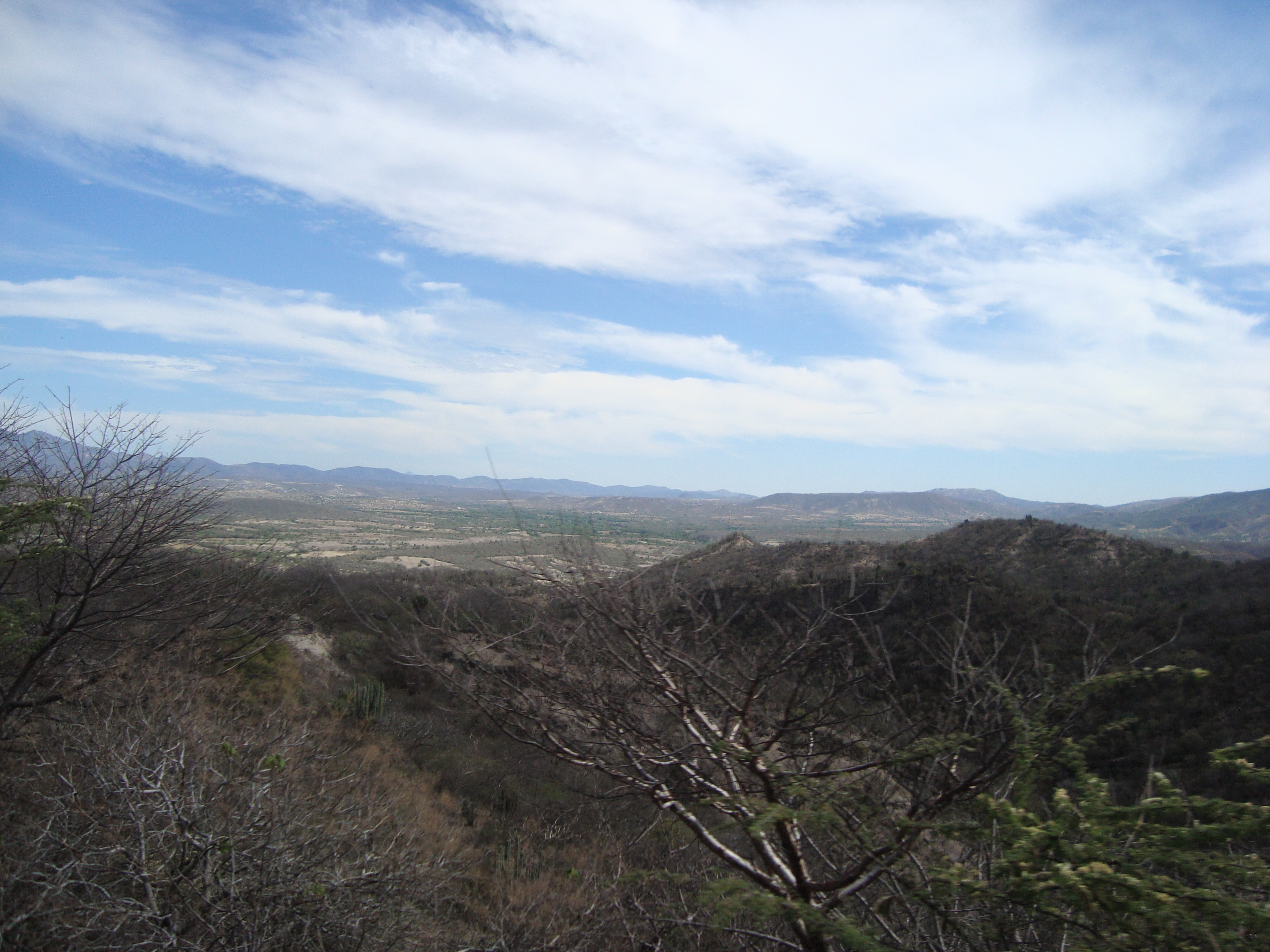
Vista general del valle de Acatlán

El valle de Acatlán es un valle localizado en el sur de Puebla (México). Corresponde aproximadamente con el territorio del municipio de Acatlán, que también es la principal población de este accidente geográfico. Se prolonga hacia el oriente por la ribera del río Acatlán, hacia los municipios de Xayacatlán de Bravo y San Jerónimo Xayacatlán, también en el estado de Puebla. La altitud promedio del valle es de alrededor de 1100 m s. n. m.
El valle se encuentra enclavado en la Región Mixteca Poblana. Esta región forma parte de la provincia fisiográfica del Eje Neovolcánico, caracterizado por la presencia de numerosos volcanes emergidos durante el Período Cuaternario. El clima de la región es bastante cálido, con una temporada de lluvias que abarca los meses entre mayo y octubre. Sin embargo, la humedad es bastante reducida, por lo que las corrientes de agua del valle son poco caudalosas. Domina la vegetación xerófita, pero en las orillas del río Acatlán y sus afluentes hay arboledas y campos de cultivos, especialmente de maíz y frutos tropicales como la papaya, el zapote negro, la anona, la sandía y el plátano. 